# Hironari Mijazava
Hironari Mijazava (宮沢 弘成 Miyazawa Hironari), japonski fizik, * 1927, Tokio, Japonska, † 2023.
Mijazava je strokovnjak na področju osnovnih delcev in atomskega jedra.

## Življenje
Študiral je fiziko in je leta 1950 diplomiral na Univerzi v Tokiu. Po doktoratu je deloval na Univerzi v Tokiu. Pozneje je prešel na Univerzo Kanagava (prefektura Kanagava).

## Delo
Znan je po svojem delu na problemih supersimetrije, ki jo je tudi prvi predlagal.